# Alec Poole
TAlec Poole (ur. 21 maja 1943 roku w Dublinie) – irlandzki kierowca wyścigowy.

## Kariera
Poole rozpoczął karierę w międzynarodowych wyścigach samochodowych w 1968 roku od startów w dywizjach 1 i 2 European Touring Car Championship. W dywizji 1 raz stanął na podium. Z dorobkiem dwunastu punktów uplasował się tam na szóstej pozycji w klasyfikacji generalnej. W tym samym roku uplasował się na czwartym miejscu w klasie P 1.3 24-godzinnego wyścigu Le Mans. W późniejszych latach Irlandczyk pojawiał się także w stawce British Saloon Car Championship oraz Goodwood Revival St. Marys Trophy.